# Apostolische Präfektur Suizhou
Die Apostolische Präfektur Suizhou (lat.: Apostolica Praefectura Suihsienensis) ist eine in der Volksrepublik China gelegene römisch-katholische Apostolische Präfektur mit Sitz in Suizhou.

## Geschichte
Die Apostolische Präfektur Suizhou wurde am 17. Juni 1937 durch Papst Pius XI. mit der Apostolischen Konstitution Quo christiani aus Gebietsabtretungen des Apostolischen Vikariates Hankow errichtet.

## Apostolische Präfekten von Suizhou
- Patrick Maurice Connaughton OFM, 1937–1951
- Sedisvakanz, seit 1951